# Barros Blancos
Barros Blancos – miasto w Urugwaju, w departamencie Canelones.